# San Bernardo (Cundinamarca)
Pour les articles homonymes, voir San Bernardo.
San Bernardo est une municipalité située dans le département de Cundinamarca, en Colombie.
Le Mausolée du cimetière de la commune expose des corps naturellement momifiés exhumés des caveaux. Ce phénomène concerne près d'un défunt sur cinq, alors que les conditions climatiques du lieu ne sont a priori pas favorables à la momification naturelle. 